# Sepp Blatter
Joseph Sepp Blatter (kendt som Sepp Blatter) (født 10. marts 1936 i Wallis, Schweiz) var den ottende præsident for verdensfodboldforbundet FIFA. Som en udløber af en korruptionsundersøgelse mod FIFA meddelte Blatter den 2. juni 2015 at han fratrådte posten som præsident for FIFA, men ville fortsætte på posten indtil en ekstraordinær kongres, hvor der kunne vælges en efterfølger. I december 2015 blev han suspenderet og Gianni Infantino blev valgt som fungerende præsident. Efterfølgende blev Gianni Infantino valgt som præsident på den ekstraordinære kongress 26. februar 2016. 
Han blev valgt til præsident den 8. juni 1998 under den 51. ordinære FIFA-kongres i Paris, hvor han efterfulgte João Havelange fra Brasilien. Han er efterfølgende blevet genvalgt tre gange , men udtalte i 2012, at han ville træde tilbage i 2015. Efterfølgende valgte han alligevel at stille op til præsidentvalget i 2015, og blev genvalgt trods massiv modstand fra UEFA. 
Han spillede fodbold i den øverste amatørliga i Schweiz mellem 1948 og 1971 og var medlem af bestyrelsen i Xamax Neuchâtel mellem 1970 og 1975. Han har desuden også været generalsekretær for det schweiziske ishockeyforbund.

## Ændringer af fodboldspillet under Blatter
- Indførsel af silver goal i stedet for golden goal, når en fodboldkamp skulle afgøres efter tid [kilde mangler]
- Efter VM i 2002 er den forsvarende verdensmester ikke længere automatisk kvalificeret [10]
- Nationale fodboldforbund skal nu sætte spillere i karantæne med det samme, hvis de bliver sendt fra banen i en kamp. Det engelske fodboldforbund, The Football Association, nægter dog at følge denne regel. De tillader appelleringer af karantæner efter direkte rødt – men ikke hvis det er 2xgult.[kilde mangler]
- At en spiller, der tager trøjen af, for at fejre en scoring, skal straffes med et gult kort. Lige så vel som hvis man overdriver sin fejring af scoringen. Begrundelsen for denne regel var, at fodbold er en global sport, hvor konservative nationers følelser skal respekteres.[kilde mangler]
- I 2007 besluttede FIFA, at ingen fodboldkampe må spilles i over 2.500 meters over havet. Dette blev dog ændret til 3.000 meter den 26. juni 2007, for derefter at blive suspenderet året efter.[11][12][13]